# Indoreonectes
Indoreonectes is een monotypisch geslacht van straalvinnige vissen uit de familie van de Balitoridae (Steenkruipers).

## Soort
- Indoreonectes evezardi (Day, 1872)